# 巴西鮋
巴西鮋，為輻鰭魚綱鮋形目鮋亞目鮋科的其中一種，為熱帶海水魚，分布於西大西洋美國維吉尼亞州與墨西哥灣北部到巴西海域，棲息深度1-100公尺，體長可達35公分，棲息在軟底質海灣、大陸棚，生活習性不明，可作為觀賞魚，具有毒性。